# メリーゴーラウンドに乗ってる君のことが好きだよ
「メリーゴーラウンドに乗ってる君のことが好きだよ」（メリーゴーラウンドにのってるきみのことがすきだよ）は、川村かおりの4作目のシングル楽曲。

## 解説
「MERRY-GO-ROUND」（メリー・ゴー・ランド）のタイトルで、1989年9月21日にシングルがポニーキャニオン/SEE・SAWから発売された。初のオリコンチャート100位以内にランクイン。 　
このとき「メリーゴーラウンドに乗ってる君のことが好きだよ」は副題扱いであった。2作目のアルバム『CAMPFIRE』収録の際に「MERRY-GO-ROUND」が省かれ「メリーゴーラウンドに乗ってる君のことが好きだよ」が正式タイトルとなった。

## タイアップ
江口寿史の希望により、江口原作の1990年公開のアニメ映画「エイジ」の主題歌に本曲が使用された。

## 収録曲
作曲・編曲：高橋研
1. MERRY-GO-ROUND （メリーゴーラウンドに乗ってる君のことが好きだよ）
  - 作詞：川村かおり・高橋研
2. うそつきのロッカー
  - 作詞：川村かおり